# Bombyx du trèfle
Lasiocampa trifolii
Espèce
Le Bombyx du trèfle ou Petit Minime à bande (Lasiocampa trifolii) est une espèce de lépidoptères (papillons) appartenant à la famille des Lasiocampidae, à la sous-famille des Lasiocampinae et au genre Lasiocampa.

## Description
- Envergure du mâle : de 21 à 24 mm.

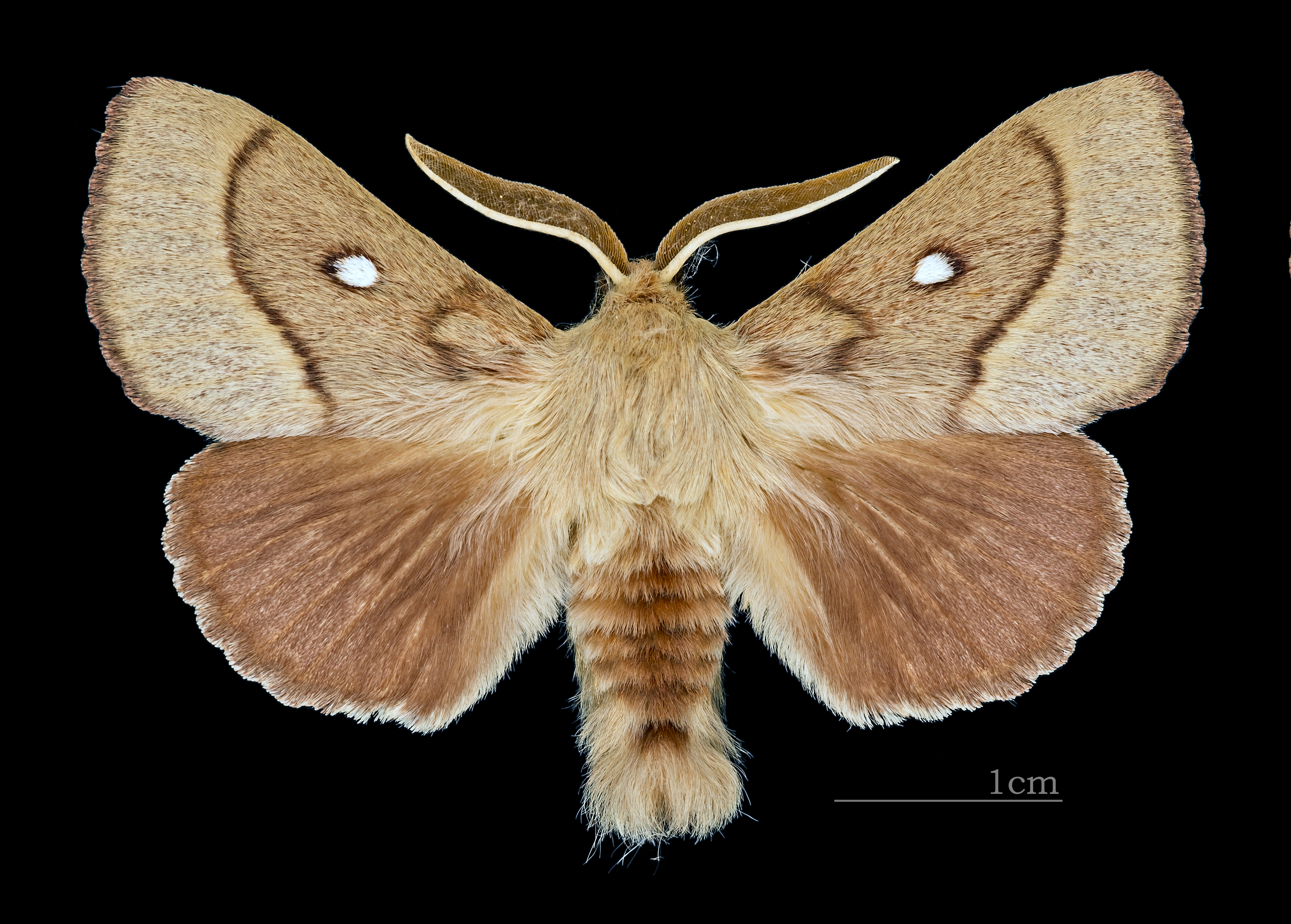
Bombyx du trèfle ♂  face dorsale Muséum de Toulouse.
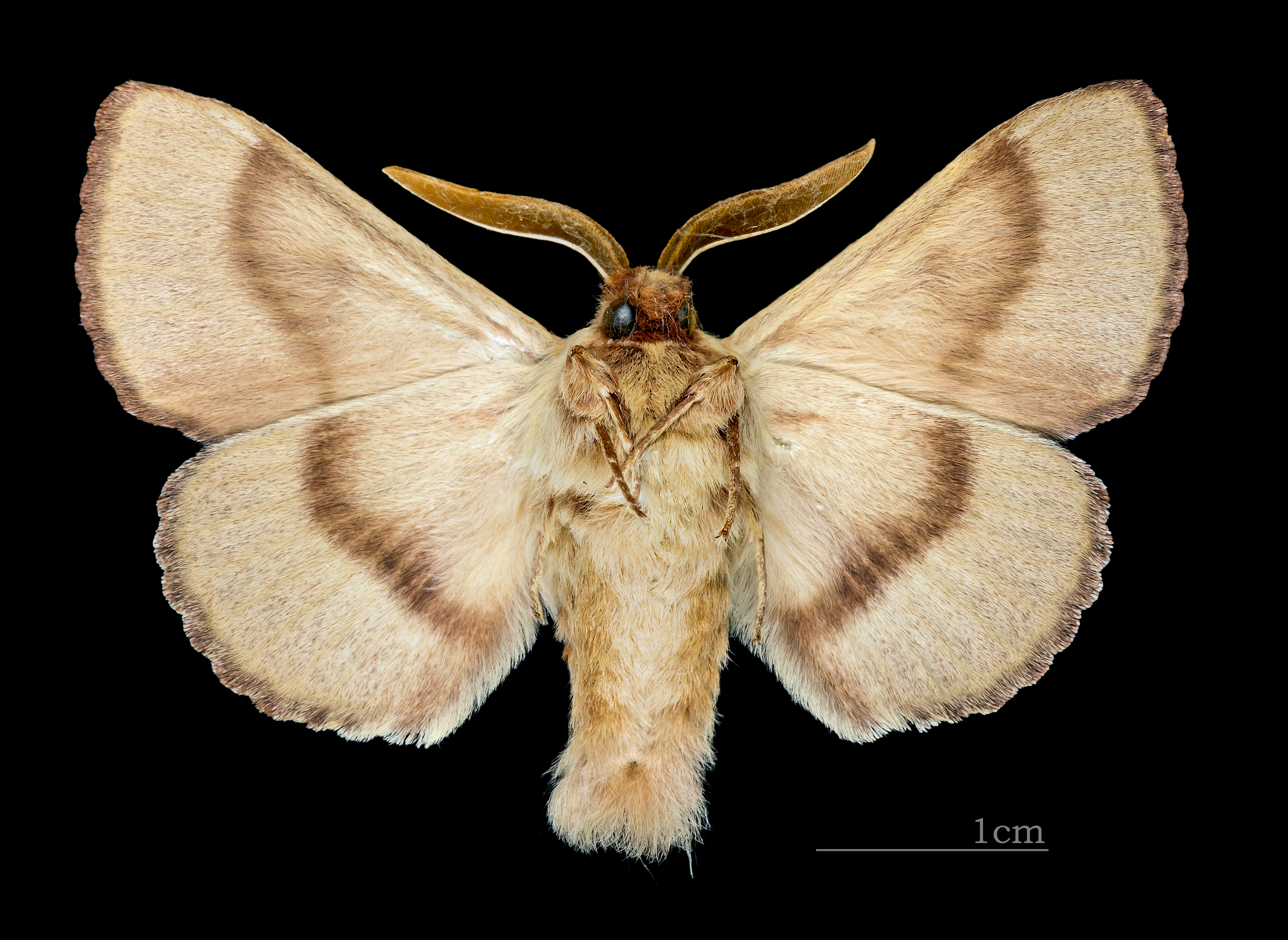
Bombyx du trèfle ♂ revers Muséum de Toulouse.
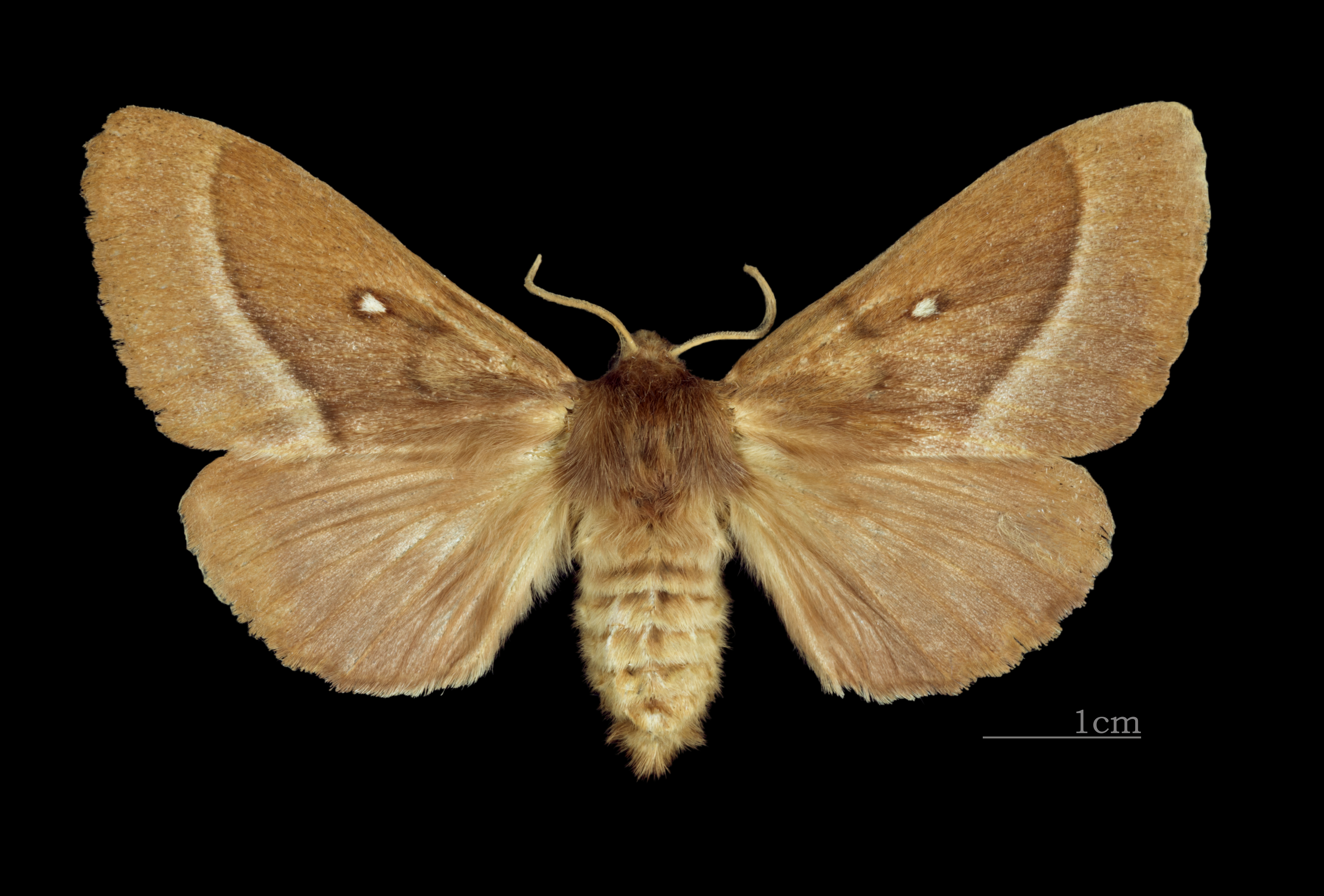
Bombyx du trèfle ♀ face dorsale Muséum de Toulouse.
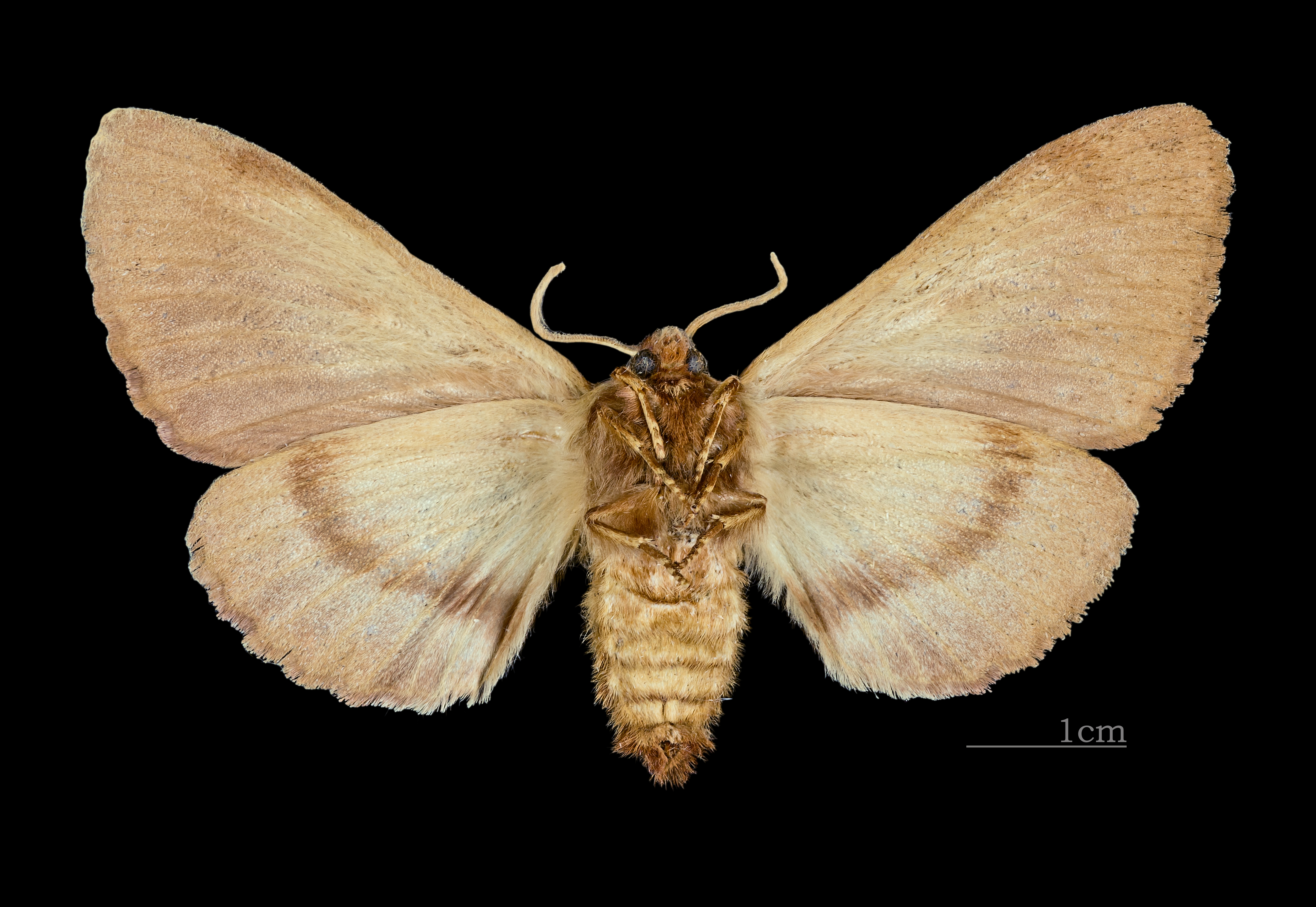
Bombyx du trèfle ♀ revers Muséum de Toulouse.
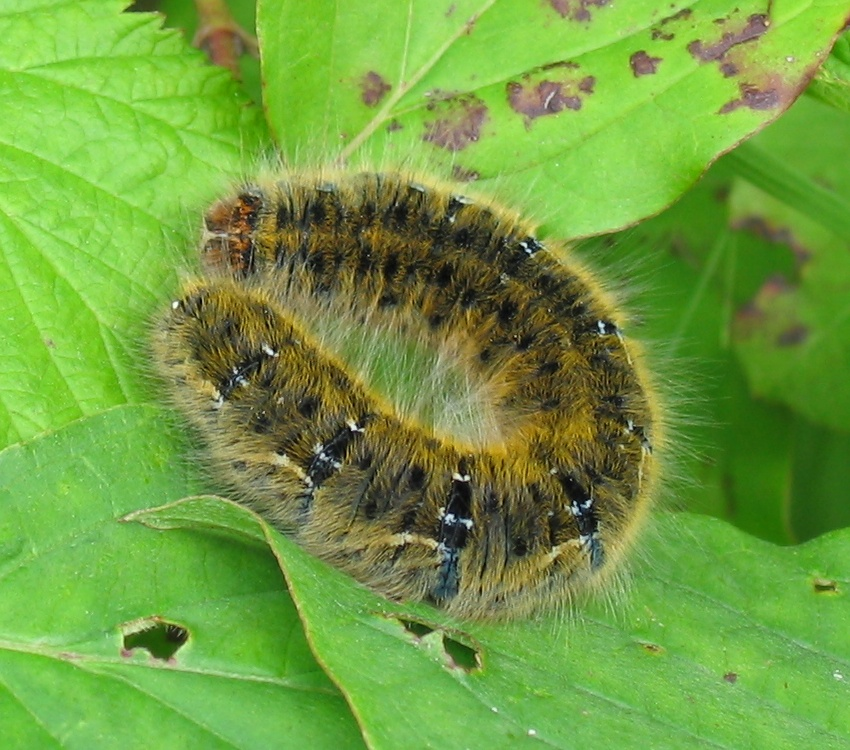
Chenille de bombyx du trèfle.
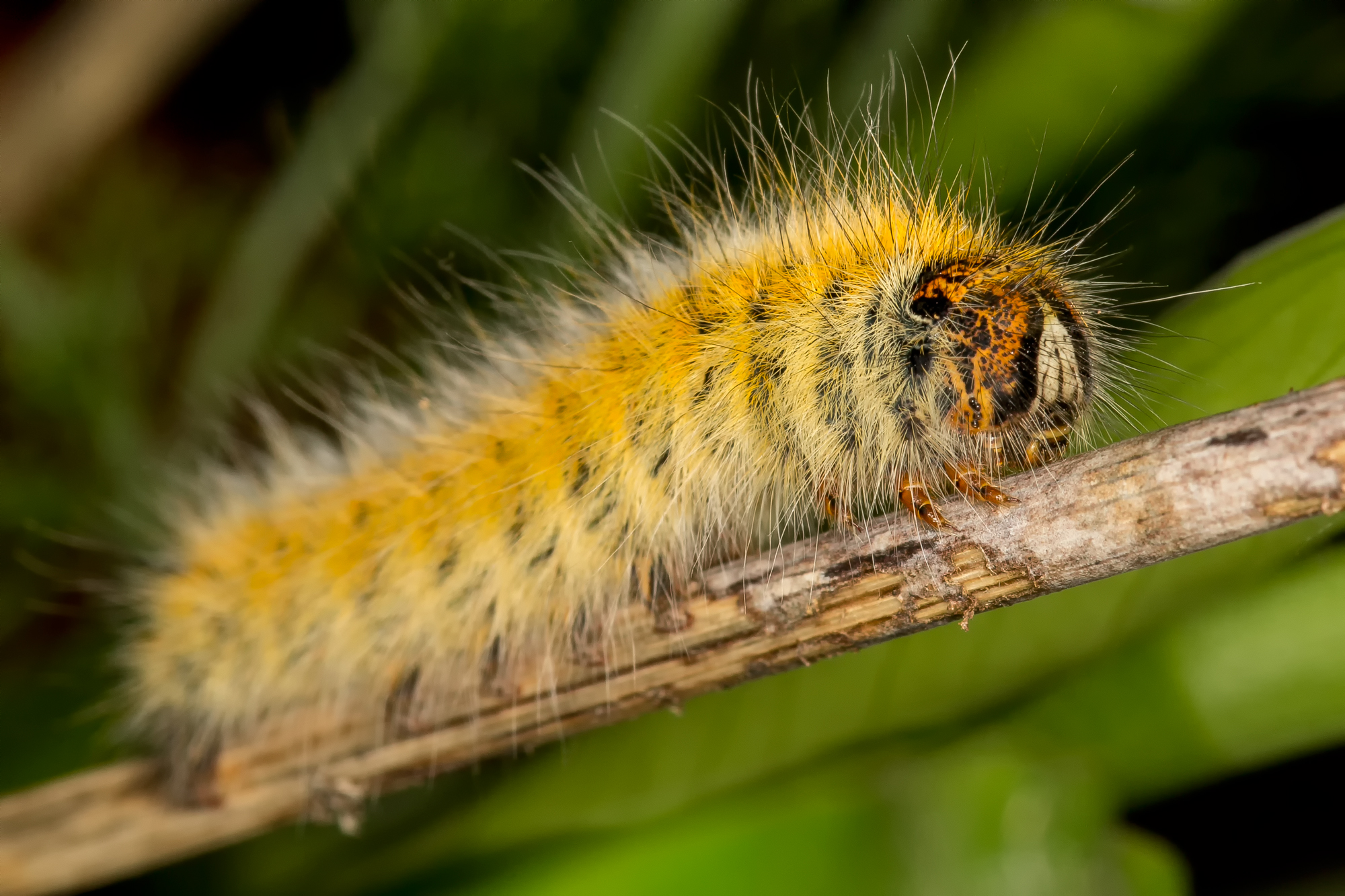
Chenille de bombyx du trèfle.

## Comportement
- Période de vol : de juillet à début octobre.

## Répartition et habitat
Répartition
De l’Europe à l’Iran et à l’Afrique du Nord
Habitat
partout.

## Alimentation
- Plantes-hôtes : nombreuses espèces : essentiellement des Fabacées et des Poacées.

## Systématique
L'espèce Lasiocampa trifolii a été décrite par les entomologistes Johann Nepomuk Cosmas Michael Denis et Ignaz Schiffermüller en 1775, sous le nom initial de Bombyx trifolii.

### Synonymie
- Bombyx trifolii Denis & Schiffermüller, 1775 Protonyme
- Bombyx cocles Geyer, [1831] in Hübner (1800-1838)
- Bombyx trifolii var. ratamae Herrich-Schäffer, 1851
- Bombyx trifolii var. bathseba Staudinger, 1891
- Bombyx trifolii var. maculosa Rogenhofer, 1891

### Noms vernaculaires
- En français Bombyx du trèfle ou Petit Minime à bande
- En anglais : grass eggar

### Taxinomie
Liste des sous-espèces
- Lasiocampa trifolii trifolii
- Lasiocampa trifolii mauritanica (Staudinger, 1892)[2]